# William O’Connor
William James O’Connor (* 15. Juli 1986 in Limerick) ist ein irischer Dartspieler. Er ist auch als The Magpie, zu deutsch Die Elster, bekannt.

## Karriere
O’Connor begann im Jahr 2005 mit dem Dartspielen. Nachdem er bereits 2009 bei den World Masters bei der BDO mitgespielt hatte, wechselte er im Jahr 2009 zur PDC. Dort erreichte er bei den UK Open 2010 nach Siegen über Stuart Monaghan, Mark Frost und Peter Wright die vierte Runde, in welcher er sich James Wade mit 3:9 geschlagen geben musste.
2017 qualifizierte sich O’Connor erstmals für die PDC World Darts Championship. In der 25. Ausgabe des PDC-Events kam er jedoch nicht über die erste Runde (1:3-Niederlage gegen Steve Beaton) hinaus. Bei seiner zweiten Teilnahme ein Jahr später konnte er erstmals Siege bei der Weltmeisterschaft erringen. So schlug er in der ersten Runde den Niederländer Yordi Meeuwisse mit 3:0 und schaffte es in der zweiten Runde James Wilson mit 3:2 zu besiegen. Erst in der dritten Runde konnte er von dem Engländer Ryan Searle mit 1:4 gestoppt werden.
2018 gelang ihm beim European Darts Matchplay in Hamburg sein erster Finaleinzug bei einem PDC-Turnier. Nachdem er über Martin Atkins, Rob Cross, Kim Huybrechts, Mensur Suljović und Andy Boulton triumphierte erreichte O’Connor dort das Finale, wo er sich erst dem Weltranglisten-Ersten Michael van Gerwen geschlagen geben musste.
O’Connor war ebenfalls seit Erstaustragung jedes Jahr Teil des irischen Teams beim World Cup of Darts, zuletzt  gemeinsam mit Steve Lennon 2019, wo man nach Siegen über Griechenland und den Favoriten aus England, Österreich und den Niederlanden bis ins Finale vordringen konnte. Dort verlor das irische Duo jedoch gegen das Schottische Team, bestehend aus Gary Anderson und Peter Wright.
2022 konnte er bei der Hungarian Darts Trophy ins Finale einziehen, wo er Joe Cullen unterlag. Bei den Players Championships 2023 spielte er am 20. März 2023 bei seinem Erstrundenmatch gegen Jimmy Hendriks einen Neundarter.

## Weltmeisterschaftsresultate

### PDC
- 2018: 1. Runde (1:3-Niederlage gegen  Steve Beaton)
- 2019: 3. Runde (1:4-Niederlage gegen  Ryan Searle)
- 2020: 2. Runde (2:3-Niederlage gegen  Gerwyn Price)
- 2021: 2. Runde (2:3-Niederlage gegen  Daryl Gurney)
- 2022: 3. Runde (2:4-Niederlage gegen  Michael Smith)
- 2023: 2. Runde (0:3-Niederlage gegen  Gabriel Clemens)
- 2024: 2. Runde (2:3-Niederlage gegen  Chris Dobey)
- 2025: 1. Runde (1:3-Niederlage gegen  Dylan Slevin)

## Turnierergebnisse
| Turnier                                    | 2009               | 2010                           | 2011                           | 2012                           | 2013                           | 2014                           | 2015                           | 2016                           | 2017                           | 2018                           | 2019                           | 2020                           | 2021                           | 2020                           | 2023                           | 2024                           | 2025                           |
| ------------------------------------------ | ------------------ | ------------------------------ | ------------------------------ | ------------------------------ | ------------------------------ | ------------------------------ | ------------------------------ | ------------------------------ | ------------------------------ | ------------------------------ | ------------------------------ | ------------------------------ | ------------------------------ | ------------------------------ | ------------------------------ | ------------------------------ | ------------------------------ |
| BDO/WDF-Major-Turniere                     |                    |                                |                                |                                |                                |                                |                                |                                |                                |                                |                                |                                |                                |                                |                                |                                |                                |
| World Masters                              | 1R                 | nicht teilgenommen             | nicht teilgenommen             | nicht teilgenommen             | nicht teilgenommen             | nicht teilgenommen             | nicht teilgenommen             | nicht teilgenommen             | nicht teilgenommen             | nicht teilgenommen             | nicht teilgenommen             | n/a                            | n/a                            | n/t                            | n/a                            | n/t                            | n/a                            |
| PDC-Ranking-Turniere                       |                    |                                |                                |                                |                                |                                |                                |                                |                                |                                |                                |                                |                                |                                |                                |                                |                                |
| Weltmeisterschaft                          | n/t                | nicht qualifiziert             | nicht qualifiziert             | nicht qualifiziert             | nicht qualifiziert             | nicht qualifiziert             | nicht qualifiziert             | nicht qualifiziert             | nicht qualifiziert             | 1R                             | 3R                             | 2R                             | 2R                             | 3R                             | 2R                             | 2R                             | 1R                             |
| World Masters                              | nicht ausgetragen  | nicht ausgetragen              | nicht ausgetragen              | nicht ausgetragen              | nicht ausgetragen              | nicht ausgetragen              | nicht ausgetragen              | nicht ausgetragen              | nicht ausgetragen              | nicht ausgetragen              | nicht ausgetragen              | nicht ausgetragen              | nicht ausgetragen              | nicht ausgetragen              | nicht ausgetragen              | nicht ausgetragen              | AF                             |
| UK Open                                    | n/t                | 4R                             | 2R                             | 3R                             | 3R                             | 3R                             | AF                             | 2R                             | AF                             | n/q                            | 3R                             | 5R                             | 3R                             | HF                             | AF                             | 3R                             | AF                             |
| World Grand Prix                           | n/q                | 1R                             | 1R                             | 1R                             | n/q                            | n/q                            | 1R                             | nicht qualifiziert             | nicht qualifiziert             | nicht qualifiziert             | nicht qualifiziert             | nicht qualifiziert             | nicht qualifiziert             | nicht qualifiziert             | nicht qualifiziert             | nicht qualifiziert             |                                |
| European Championship                      | n/t                | nicht qualifiziert             | nicht qualifiziert             | nicht qualifiziert             | nicht qualifiziert             | nicht qualifiziert             | nicht qualifiziert             | nicht qualifiziert             | nicht qualifiziert             | 1R                             | 1R                             | VF                             | nicht qualifiziert             | nicht qualifiziert             | nicht qualifiziert             | nicht qualifiziert             |                                |
| Grand Slam of Darts                        | nicht qualifiziert | nicht qualifiziert             | nicht qualifiziert             | nicht qualifiziert             | nicht qualifiziert             | nicht qualifiziert             | nicht qualifiziert             | nicht qualifiziert             | nicht qualifiziert             | nicht qualifiziert             | GP                             | nicht qualifiziert             | nicht qualifiziert             | nicht qualifiziert             | nicht qualifiziert             | nicht qualifiziert             |                                |
| Players Championship Finals                | n/t                | nicht qualifiziert             | nicht qualifiziert             | nicht qualifiziert             | nicht qualifiziert             | nicht qualifiziert             | nicht qualifiziert             | nicht qualifiziert             | AF                             | n/q                            | VF                             | 1R                             | AF                             | 1R                             | 1R                             | 1R                             |                                |
| PDC-Turniere ohne Einfluss auf das Ranking |                    |                                |                                |                                |                                |                                |                                |                                |                                |                                |                                |                                |                                |                                |                                |                                |                                |
| Premier League Darts                       | nicht eingeladen   | nicht eingeladen               | nicht eingeladen               | nicht eingeladen               | nicht eingeladen               | nicht eingeladen               | nicht eingeladen               | nicht eingeladen               | nicht eingeladen               | nicht eingeladen               | nicht eingeladen               | C                              | nicht eingeladen               | nicht eingeladen               | nicht eingeladen               | nicht eingeladen               | nicht eingeladen               |
| World Cup of Darts                         | n/a                | AF                             | n/a                            | AF                             | AF                             | 1R                             | AF                             | AF                             | AF                             | 1R                             | F                              | 1R                             | 1R                             | AF                             | GP                             | GP                             | AF                             |
| World Series of Darts Finals               | nicht ausgetragen  | nicht ausgetragen              | nicht ausgetragen              | nicht ausgetragen              | nicht ausgetragen              | nicht ausgetragen              | nicht qualifiziert             | nicht qualifiziert             | nicht qualifiziert             | nicht qualifiziert             | n/t                            | n/q                            | n/q                            | n/t                            | AF                             | n/q                            |                                |
| Karrierestatistiken                        |                    |                                |                                |                                |                                |                                |                                |                                |                                |                                |                                |                                |                                |                                |                                |                                |                                |
| Jahresendplatzierung                       | ?                  | 79                             | 57                             | 56                             | 69                             | 78                             | 59                             | 68                             | 63                             | 50                             | 37                             | 36                             | 42                             | 37                             | 38                             | 48                             |                                |
| Verband                                    | BDO                | Professional Darts Corporation | Professional Darts Corporation | Professional Darts Corporation | Professional Darts Corporation | Professional Darts Corporation | Professional Darts Corporation | Professional Darts Corporation | Professional Darts Corporation | Professional Darts Corporation | Professional Darts Corporation | Professional Darts Corporation | Professional Darts Corporation | Professional Darts Corporation | Professional Darts Corporation | Professional Darts Corporation | Professional Darts Corporation |

| Legende zu den Turnierergebnissen | Legende zu den Turnierergebnissen | Legende zu den Turnierergebnissen | Legende zu den Turnierergebnissen | Legende zu den Turnierergebnissen | Legende zu den Turnierergebnissen | Legende zu den Turnierergebnissen | Legende zu den Turnierergebnissen | Legende zu den Turnierergebnissen | Legende zu den Turnierergebnissen |
| --------------------------------- | --------------------------------- | --------------------------------- | --------------------------------- | --------------------------------- | --------------------------------- | --------------------------------- | --------------------------------- | --------------------------------- | --------------------------------- |
| n/t                               | nicht teilgenommen                | n/q                               | nicht qualifiziert                | n/a                               | nicht ausgetragen                 | #R                                | Aus in jeweiliger Runde           | GP                                | Aus in der Gruppenphase           |
| AF                                | Achtelfinalist                    | VF                                | Viertelfinalist                   | HF                                | Halbfinalist                      | F                                 | Turnierfinalist                   | S                                 | Turniersieger                     |

## Titel

### PDC
- Pro Tour
  - Players Championships
    - Players Championships 2019: 13
- Weitere
  - 2017: Tom Kirby Memorial Trophy

### Andere
- 2010: John O Loughlin Memorial Open, Ireland Players Championship 1